# Так, Джеймс
Джеймс Александр (Джим) Так (англ. James Alexander 'Jim' Tuck; 28 июня 1940, Буффало, США — 10 мая 2019, Мартас-Винъярд, Массачусетс, США) — американский и канадский археолог, профессор Мемориального университета Ньюфаундленда, член Королевского общества Канады. Известен исследованиями материальной культуры индейцев онондага на территории штата Нью-Йорк, палеоэскимосской культуры, морской архаической культуры и ранних европейских (баскских и английских) поселений на Ньюфаундленде и Лабрадоре.

## Биография
Джим Так родился в 1940 году в Буффало (штат Нью-Йорк). Высшее образование получил в Сиракузском университете, в 1968 году став доктором философии. В эти годы в фокусе его исследований была материальная культура индейцев онондага; ему удалось воссоздать хронологию передвижения поселений и культурной эволюции, которая легла в основу первой всеобъемлющей модели развития культуры ирокезов в местах её возникновения — на территории современного штата Нью-Йорк. Эта модель пришла на смену предшествующей теории, согласно которой ирокезы пришли в этот регион лишь незадолго до европейцев с юга, с берегов Миссисипи. В 1970 году увидела свет книга Така «Ирокезы-онондага в доисторический период: Опыт археологии поселений» (англ. Onondaga Iroquois Prehistory:  a Study in Settlement Archaeology).
В 1967 году Так начал работу в Мемориальном университете Ньюфаундленда. Он стал первым преподавателем археологии в этом вузе, основателем и многолетним лидером археологической программы Мемориального университета, воспитав несколько поколений учёных. В Мемориальном университете темой его исследований стали культура палеоэскимосов Саглек-Бея (полуостров Лабрадор) и морская архаическая культура индейцев Ньюфаундленда. В первые годы работы он вёл раскопки на уже открытых объектах, таких как Порт-о-Шуа, а с приходом на археологическое отделение университета Боба Макги в 1972 году они вместе начали работу на южном побережье Лабрадора, исследуя следы архаической морской культуры в этом регионе. В процессе этой работы они познакомили общественность с древнейшим погребальным курганом в Америке.
Исследования Така и его студентов продемонстрировали непрерывное развитие морской архаической культуры в регионе между 7-м и 3-м тысячелетиями до н. э. В 1977 году Так опубликовал книгу «Взгляд на регион Святого Лаврентия» (англ. A Look at Laurentian), демонстрирующую распространение морской архаической культуры на территориях современного штата Нью-Йорк и прилегающих регионов Вермонта, Квебека и Онтарио). В книге доказываются отличия материальной культуры этого региона от культур как внутренних областей Североамериканского континента, так и крайнего северо-восточного побережья, связанные с заимствованием около 5—6 тысяч лет назад ремесленных техник морской архаической культуры. Эта преемственность была продемонстрирована на примерах таких артефактов, как ножи-улу, долота, грузила, а также острия стрел и ножи из шлифованного сланца.
В дальнейшем внимание Така переключилось на раскопки поселений исторического периода. Сочетая археологические раскопки с работой в архивах, ему удалось воссоздать исчерпывающую картину баскского китобойного промысла, процветавшего в районе современного Ред-Бея (южный Лабрадор) в XVI веке. Позднее Ред-Бей получил статус объекта всемирного наследия ЮНЕСКОПосле того, как Служба национальных парков Канады начала работу по превращению Ред-Бея в туристический центр, Так снова перенёс свою деятельность на Ньюфаундленд, ближе к Сент-Джонсу, где начал раскопки английского поселения XVII века на полуострове Авалон. Этот археологический объект со временем привлёк внимание широкой публики и благодаря усилиям Така и его коллег также превратился в популярное для туристов место. Этому, в частности, способствовало издание международного журнала Avalon Chronicles, где публиковались материалы на темы ранней европейской колонизации востока Северной Америки, и основание музея.
Свою работу в Мемориальном университете Джеймс Так завершил в 2005 году в роли заведующего кафедрой археологии имени Генриетты Харви. Среди других должностей, которые он занимал, — директор Института социальных и экономических исследований и президент Канадской археологической ассоциации. После ухода на пенсию он жил в Мартас-Винъярде (Массачусетс) и в летние месяцы продолжал участвовать в археологических раскопках. Скончался весной 2019 года, оставив после себя жену Линн и четырёх детей.

## Награды и звания
Джеймс Так — кавалер ордена Ньюфаундленда и Лабрадора. В 2004 году он был включён в число девяти первых кавалеров ордена.
С 1982 года Так был членом Королевского общества Канады; он также являлся членом Американской ассоциации содействия развитию науки. В 2000 году от Ассоциации исторических объектов Ньюфаундленда и Лабрадора он получил премию Маннинга, присуждаемую за заслуги в области охраны исторических объектов, а в 2003 году был удостоен Премии наследия от Исторического общества Ньюфаундленда. В 2008 году получил премию Лесли Гарриса от Ассоциации регионального экономического развития Ньюфаундленда и Лабрадора. В 2009 году стал лауреатом премии Смита-Винтемберга — высшей награды Канадской археологической ассоциации.